# Hynobius yunanicus
Hynobius yunanicus é uma espécie de anfíbio caudado pertencente à família Hynobiidae. Endêmica da China.